# Paraguay en los Juegos Olímpicos de Pekín 2008
Paraguay estuvo representado en los Juegos Olímpicos de Pekín 2008 por siete deportistas, tres hombres y cuatro mujeres, que compitieron en cinco deportes.
El portador de la bandera en la ceremonia de apertura fue el atleta Víctor Fatecha. El equipo olímpico paraguayo no obtuvo ninguna medalla en estos Juegos.